# Lipnica Dolna (Petite-Pologne)
Pour l’article homonyme, voir Lipnica Dolna (Basses-Carpates).
Lipnica Dolna est une localité polonaise de la gmina de Lipnica Murowana, située dans le powiat de Bochnia en voïvodie de Petite-Pologne.